# Anderson Packers
Anderson Packers fue un equipo de la NBA con base en Anderson, Indiana, desde 1949 hasta 1950. Los Packers también jugaron en la NBL antes de entrar en la NBA. Su pabellón era el Anderson High School Wigwam.

## Historia
- 1945-46 NL Anderson Chiefs
- 1946-49 NBL Anderson Duffey Packers
- 1949-50 NBA Anderson Packers
- 1950-51 NPBL Anderson Packers

## Trayectoria
| Temporada               | G                      | P                      | %                      | Play-offs              | Resultado              |
| Anderson Packers (NBL)  | Anderson Packers (NBL) | Anderson Packers (NBL) | Anderson Packers (NBL) | Anderson Packers (NBL) | Anderson Packers (NBL) |
| ----------------------- | ---------------------- | ---------------------- | ---------------------- | ---------------------- | ---------------------- |
| 1946-47                 | 24                     | 20                     | 0.545                  |                        |                        |
| 1947-48                 | 42                     | 18                     | 0.700                  | 4-2                    |                        |
| 1948-49                 | 49                     | 15                     | 0.766                  | 6-1                    | Campeones de la NBL    |
| Anderson Packers (NBA)  |                        |                        |                        |                        |                        |
| 1949-50                 | 37                     | 27                     | 0.578                  | 4-4                    | Pierden en semifinales |
| Anderson Packers (NPBL) |                        |                        |                        |                        |                        |
| 1950-51                 |                        |                        |                        |                        |                        |